# 国鉄機関車の車両形式
国鉄機関車の車両形式（こくてつきかんしゃのしゃりょうけいしき）では、日本国有鉄道（国鉄）及び、JRグループ各社における機関車の車両形式の付番方法を説明する。

## 蒸気機関車
蒸気機関車の形式称号の付け方は、1928年に改められている。この改正以降、アルファベットと数字を組み合わせた形式に改められた。

### 鉄道作業局時代の形式番号
1909年の形式称号制定以前の鉄道作業局時代にも、当然ながら各車に形式番号は存在した。機関車固有の番号は、1から順にその形態にかかわりなく連番が付されたが、阪神間鉄道の開業とともに奇数が新橋（東部地区）、偶数が神戸（西部地区）に区分された。この奇数、偶数の区分は東海道線が全通した後、次第に混乱が生じるようになり、後には通番に改称された。
開業時の鉄道では形式は当初付されていなかったが、両数の増加にともなって、同系車をまとめる必要が生じ、当時の汽車監察方であったトレビシックが当初はアルファベットを1文字でA，B，C…Zと、1文字のアルファベットが枯渇した後はAB，AC，AD…というように2文字で表す形式を付与した。当初はA - ADがグループごとに制定され、AE以降が登場順に制定されている。制定時期については、A- ADとAE以降の形式付与方法の差から、1893年または1894年と推定されている。
興味深いのは、この時点ですでに官設鉄道からの分離独立を果たしていた日本鉄道の機関車に対して、J、Q、Wという形式が与えられていることである。これは、官設鉄道が相当長い期間にわたって日本鉄道から借り入れていたためと推定されている。
- A→A2→110形
- B→A6/A7→160形
- C→A3
- D（改造後AI。後の190形）
- E→A1→150形
- F→A4→120形（ロバート・スティーブンソン製）
- G→A4→130形（シャープ・スチュアート製）
- H→ B1→1290形
- I→B3/B4→1100形
- J→日本鉄道W2/4形 → 400形
- K→A8→600形（ナスミス・ウィルソン製）
- L→A8→500形（ダブス製）
- M→A8→700形（バルカン・ファウンドリー製）
- N→D2→5100形
- O→D1→5000形
- P→D4→5130形
- Q→日本鉄道Dbt2/4形→5230形
- R→D5→5300形（ベイヤー・ピーコック製）
- S→D3→5490形
- T→D5→5400形（ニールソン製）
- U→E1→7010形（キットソン製）、7030形（バルカンファウンドリー製）

- V→E2→7450形
- W→日本鉄道Wt3/4形 → 7600形
- X→E3→8150形
- Y→B2→1800形（キットソン製）
- Z→B2→1850形（ダブス製）
- AB→B5→3080形
- AC→B6→2100形
- AD→C1→3900形
- AE→A9→860形
- AF→D6→5500形（ベイヤー・ピーコック製）、5630形（ニールソン製）
- AG→E4→7700形
- AH→C2→3920形
- AI→A5→190形
- AJ→D7→5680形
- AK→E5→7900形
- AL→E6→7950形
- AM→D8→6150形
- AN→D9→6200形・6270形
- AO→D10→5700形
- AP→D11→5160形
- AQ→E7→8100形

その後は、タンク機関車かテンダー機関車かの別および動軸数によって区分されたアルファベットと登場順序を示す数字で構成されるように改められた。そのため、形式と番号の間には原則として全く関連性がないが、後年、数の多かったA8系やB6系、構造の特殊なアプト式機関車について、番号を切りのいい番号からオフセットして付与するように変更している。
また、1905年に鉄道作業局に編入された北海道官設鉄道の蒸気機関車にも、この方式による形式が与えられたが、こちらは、順位をアルファベットの小文字で表している。
アルファベットの意味は次のとおりである。
- A - 動軸2軸のタンク機関車（A1 - A10）
- B - 動軸3軸のタンク機関車（B1 - B7, Ba - Bc）
- C - アプト式タンク機関車（C1 - C3）
- D - 動軸2軸のテンダ機関車（D1 - D12）
- E - 動軸3軸のテンダ機関車（E1 - E7, Ea - Ef）
- F - 動軸4軸のテンダ機関車（F1 - F2）

### 1909年称号規程制定時の形式番号
私鉄の国有化を受けて1909年に制定された、鉄道院の車両形式称号規程によるものである。1 - 4999をタンク機関車、5000 - 9999をテンダー機関車の番号として使った。これにより、従来形式と番号の間に関連性がなかったものが、番号と形式の間に一定の関連が生じるようになった。動軸数と番号の関係は次のとおりである。
| 下4桁の番号                             | 動軸数 | 種類           |
| --------------------------------------- | ------ | -------------- |
| 1 - 999 （1924年以降1000 - 1168も含む） | 2      | タンク機関車   |
| 1000 - 3999 （3900 - 3999はアプト式）   | 3      | タンク機関車   |
| 4000 - 4999 （4500 - 4999はマレー式）   | 4以上  | タンク機関車   |
| 5000 - 6999                             | 2      | テンダー機関車 |
| 7000 - 8999                             | 3      | テンダー機関車 |
| 9000 - 9999                             | 4以上  | テンダー機関車 |

形式は、原則として軸配置ごとに小型のものから若い番号をとる。ただし、一位は1形を除いて0または5とされ、同形式中で最小の番号を形式としている。また、例外として後にC51形となった機関車は、万位を使用した18900形とされている。
番号は原則的に連番が付されるが、鉄道院発足後に標準形機関車として大量増備された8620形や9600形、9900形、18900形では、後続の形式の番号や規定外の範囲に番号が達してしまったため、百位の繰り上がりを万位に表示する（必ずしも100両ごとに繰り上がるわけではない）ことで解決した。
この規程は、1928年に新しい形式称号規程が制定された後も併存し、私鉄買収等により国鉄籍となった、鉄道省制式でない機関車に対して付与され続けた。この規程によって形式番号を付与された蒸気機関車は、国鉄蒸気機関車の最末期まで使用されている。

### 1928年称号改正後の形式

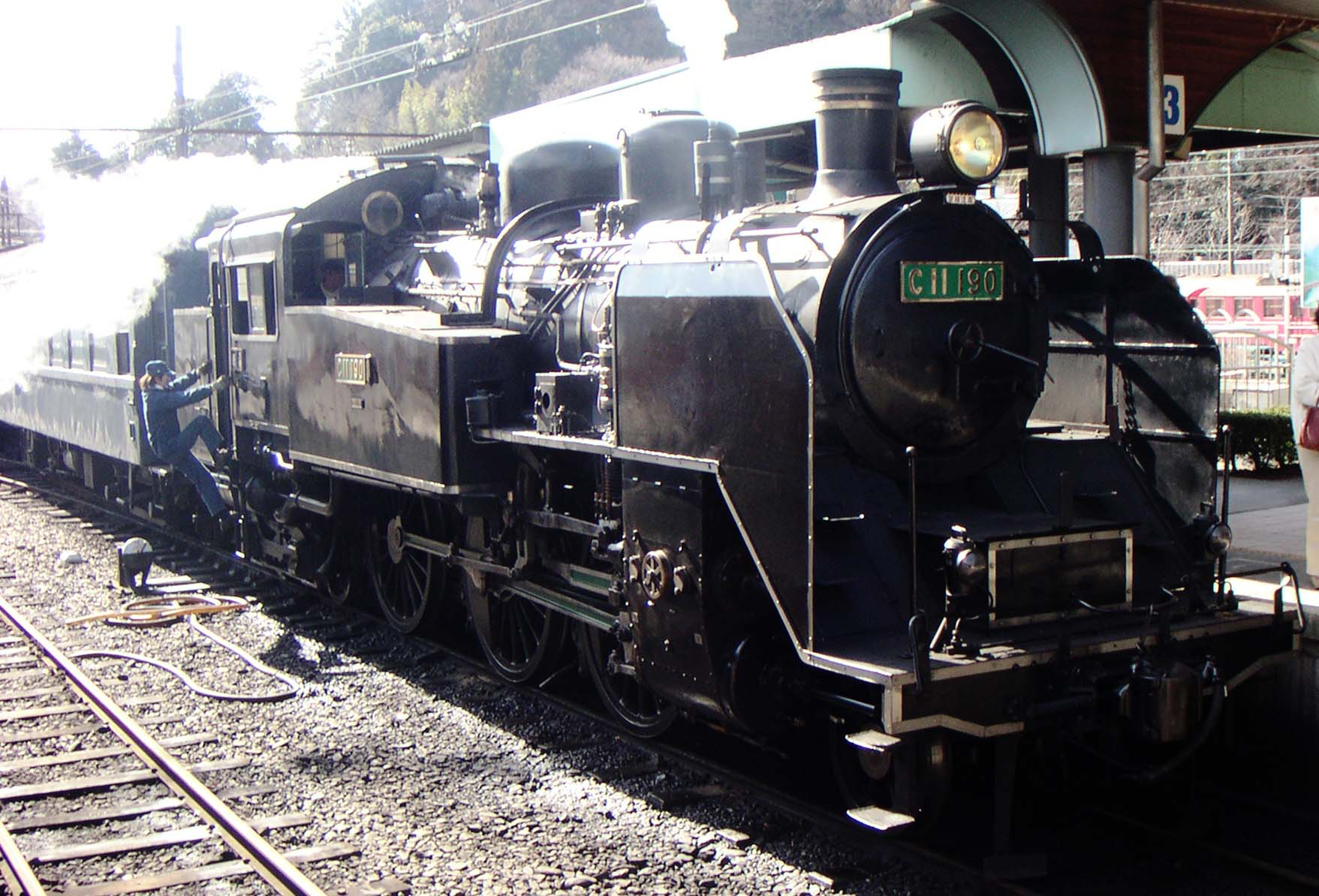
タンク機関車（国鉄C11形蒸気機関車）

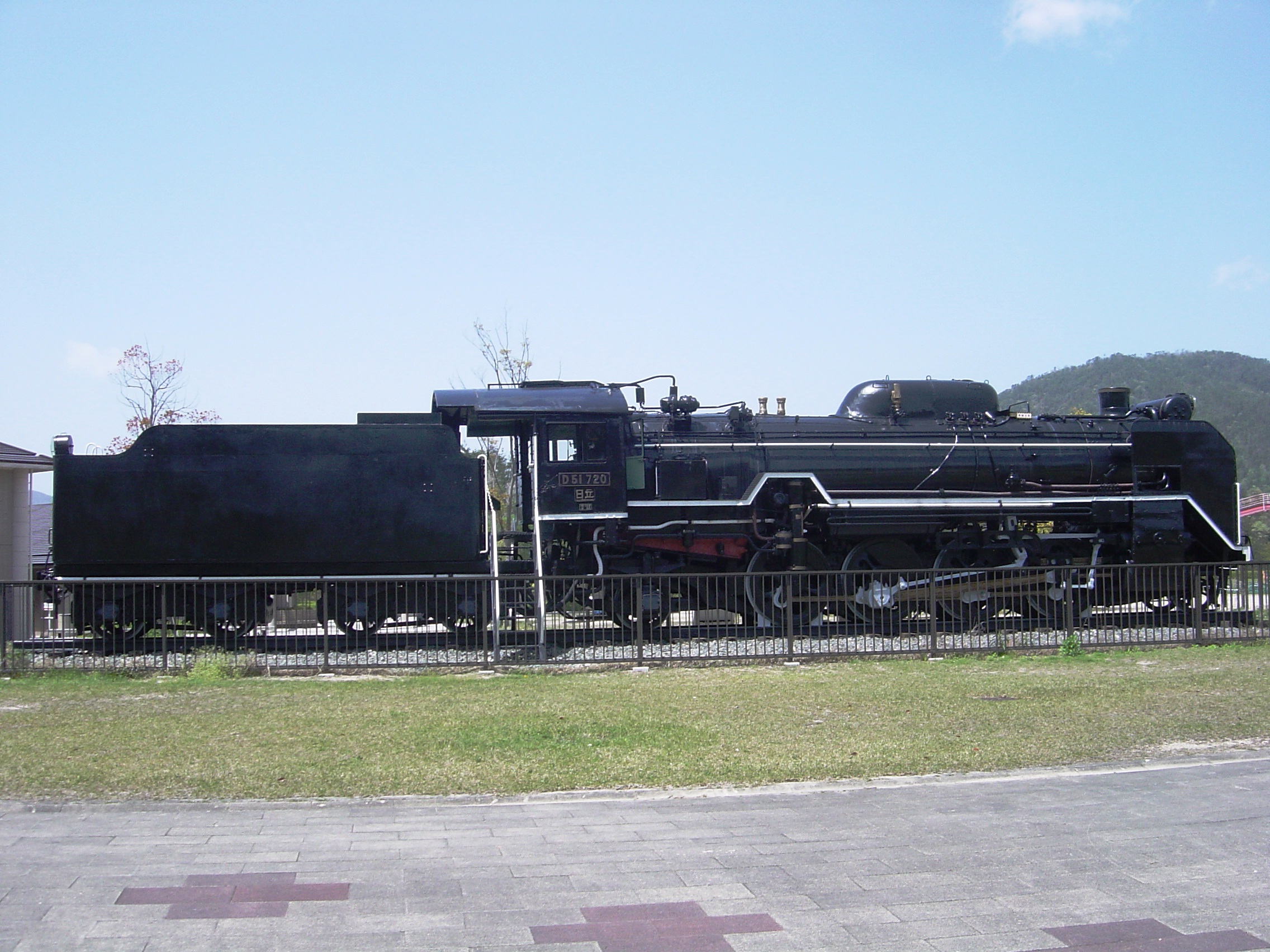
テンダー機関車（国鉄D51形蒸気機関車）

1909年に制定された形式称号規程が行き詰まりを見せていたため、それに代わる新たな方式として、1928年10月1日に制定されたものである。ただし、この時点で旧形式から新形式に移されたのは、18900形→C51形、8200形→C52形、9900形→D50形の3形式のみで、旧形式称号規程による形式称号はその後も併存し、国有鉄道制式でない被買収機関車に新形式が付与され続けた。1933年（昭和8年）に買収された芸備鉄道の被買収車が一時的にC13形を付与された後、2920形に改称され、それ以前に改造により登場した新形式には新規程による形式（B10形、B50形）が付与されていることから、この方針が確定したのは1933年と推定できる。また、同年に買収された阿波鉄道では、旧規程による形式番号すら付与されず、私鉄時代の形式に阿波鉄道を表す「ア」を付加して形式とし、私鉄時代の番号のままとされるという、異例な形式番号となっている。
なお、1928年から製造が開始されたC53形は、新形式称号規程を先取りする形で、新形式称号規程により形式が付与されている。
| A | NN | XXX |
| - | -- | --- |
| D | 51 | 200 |

このうち、Aは動軸数を表す記号、Nは機関車の種類を表す形式番号、Xは同一形式内の製造番号で構成されている。
- 動軸数を表す記号
ただし、先輪・従輪や炭水車の台車は含まない。

| 記号 | 動軸数 |
| ---- | ------ |
| B    | 2      |
| C    | 3      |
| D    | 4      |
| E    | 5      |

- 機関車の種類を表す形式番号

| 形式番号 | 種類           |
| -------- | -------------- |
| 10 - 49  | タンク機関車   |
| 50 - 99  | テンダー機関車 |

- 同一形式内の製造番号
製造番号は製造順に1から番号が付けられる。電気機関車やディーゼル機関車のような番台区分がなされる形式はほとんど存在しない。例外として、D51形蒸気機関車の戦時型は従来の車両と区別するために新たに1001から振り直された。

上記の付番法則によると、D51 200はD51形蒸気機関車の200番目に製造された車両であり、動軸数4軸で炭水車（テンダー）付きの蒸気機関車ということになる。

### JR発足後の新形式
国鉄時代にも1959年のD61形を最後に新形式は誕生しておらず、JR発足後の蒸気機関車の新造は一例も存在しない。

## 電気機関車

### 国鉄時代の形式

#### 1928年形式称号規程以前
国鉄が最初に導入したアプト式機関車は、10000から付番された。それ以後に導入された普通鉄道用機関車については、貨物用は1000から、旅客用は6000から付与された。形式は、同形式中の最小番号とされ、一位は0である。また、1形式のみ存在した蓄電池機関車は10形であった。

#### 1928年形式称号規程
1928年に制定されたもので、当時は直流電気機関車のみで、貨物用と旅客用の最高速度（歯車比）の違いにより区別された。後年、交流電気機関車、交直両用電気機関車の出現により、改訂が行われている。また、戦時買収により国鉄籍を得た社形機関車は、国有化後も私鉄時代の形式番号のまま使用され、1952年に至って国鉄形式が付与された。中には、国鉄形式を得ることなく廃車となったものも存在する。
| E | A | NN | XXXX |
| - | - | -- | ---- |
| E | F | 81 | 95   |

このうち、電気機関車を表す記号として、E（Electricの頭文字）が与えられる。Aは動軸数を表す記号、Nは機関車の種類を表す形式番号、XXXは同一形式内の製造番号を表す。
- 動軸数を表す記号
ただし、先輪・従輪や動力の無い中間台車などは含まない。

| 記号 | 動軸数 |
| ---- | ------ |
| B    | 2      |
| C    | 3      |
| D    | 4      |
| F    | 6      |
| H    | 8      |

- 機関車の種類を表す形式番号
1928年制定当時の区分は、形式は最高速度の違いにより2桁の数字で表した。

| 形式番号 | 最高運転速度   |
| -------- | -------------- |
| 10 - 39  | 85km/h以下     |
| 40 - 49  | アプト式機関車 |
| 50 - 99  | 85km/h超       |

後に規程の改正により、最高速度の他に電気方式による区分が加えられている。国鉄分割民営化時点の形式付与基準は次の通りであった。
| 形式番号 | 電気方式 | 最高運転速度 |
| -------- | -------- | ------------ |
| 10 - 29  | 直流     | 85km/h以下   |
| 30 - 39  | 交直両用 | 85km/h以下   |
| 40 - 49  | 交流     | 85km/h以下   |
| 50 - 69  | 直流     | 85km/h超     |
| 70 - 79  | 交流     | 85km/h超     |
| 80 - 89  | 交直両用 | 85km/h超     |
| 90 - 99  | -        | 試作車       |

- 同一形式内の製造番号
原則として1から順に2,3,4,…と付番していく。ただし、用途や形態がそれまでのものと大きく異なる場合、区別のため100、200、300、500、700、1000番台などの新規区分番台を起こすことがある（EF65形1000番台、ED75形700番台など）。区分番台の数字が持つ意味は形式によって異なっており、統一されていないが、900番台はその形式の試作機に付与され、1000番台は高速列車牽引用機に付与されている。

上記の付番法則によると、EF81 95はEF81形電気機関車の中で95番目に製造された車両であり、動軸数6軸、最高速度が85km/hを超える交直両用電気機関車ということになる。

### JR発足後の新形式

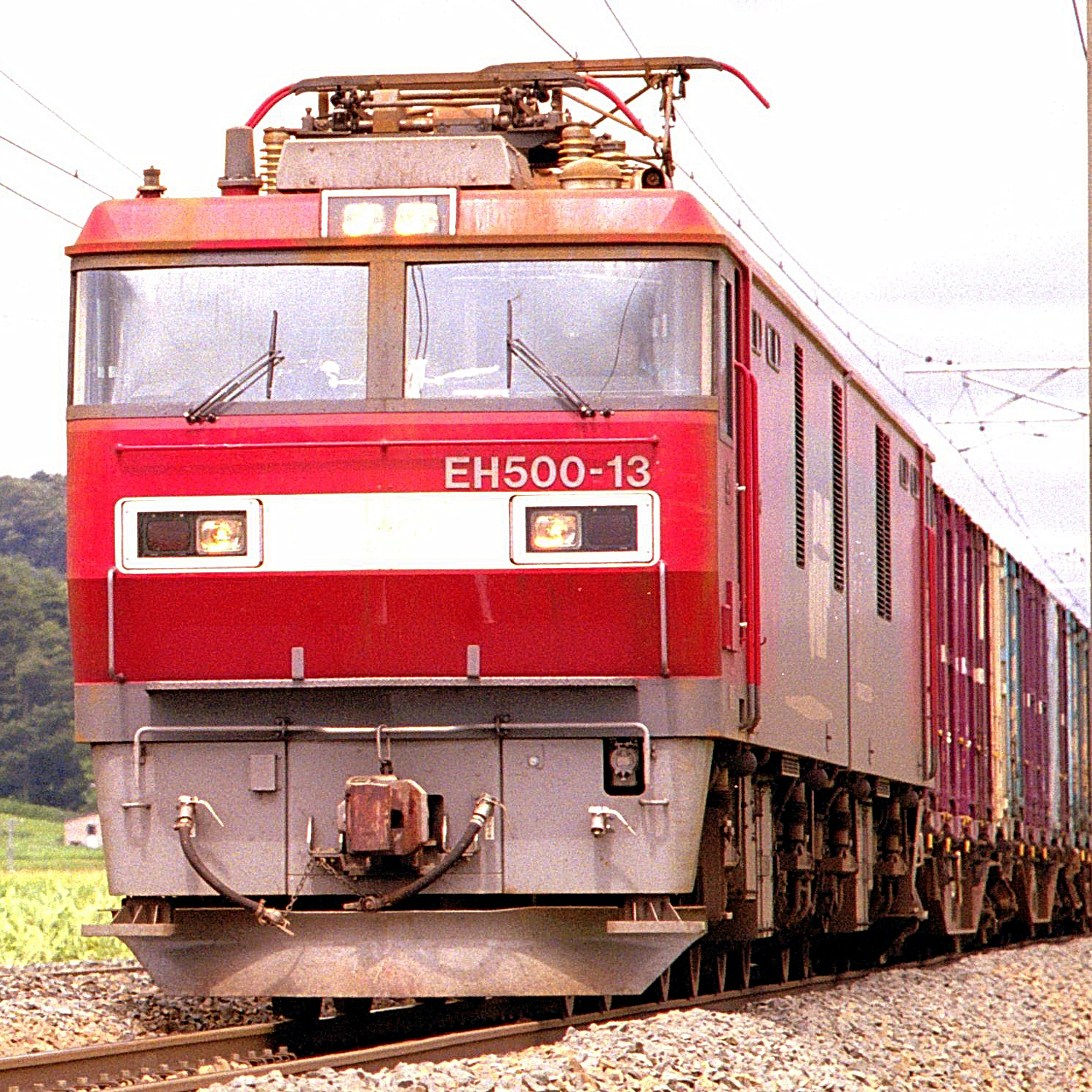
EH500-13

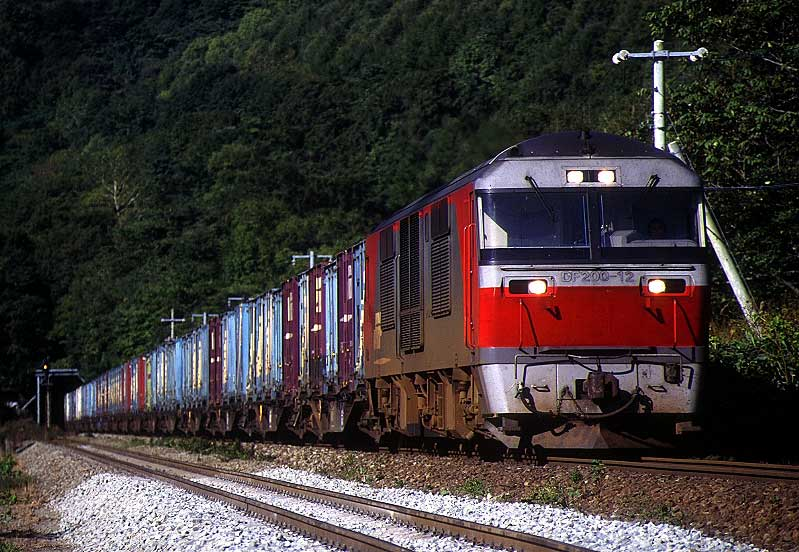
DF200形ディーゼル機関車

国鉄分割民営化により発足したJR7社のうち、電気機関車を新造したのは日本貨物鉄道（JR貨物）と東日本旅客鉄道（JR東日本）のみで、その他のJR旅客鉄道5社では電気機関車の新造は行われていない。JR貨物では、3桁の数字を用いる新しい形式付与基準を制定しており、JR東日本もそれを踏襲している。
| E | A | NN  | - | XXXX |
| - | - | --- | - | ---- |
| E | H | 500 | - | 10   |

形式番号以外は国鉄時代の形式と同一の規程であるため詳細は省略する。形式と製造番号の間にはハイフン( - )を入れる。
- 機関車の種類を表す形式番号
最高速度による区分を廃止し、代わりに電動機の種類による区分を設けた。

| 形式番号  | 電気方式 | 使用電動機 |
| --------- | -------- | ---------- |
| 100 - 190 | 直流     | 直流電動機 |
| 200 - 290 | 直流     | 交流電動機 |
| 300 - 390 | 直流     | その他     |
| 400 - 490 | 交直両用 | 直流電動機 |
| 500 - 590 | 交直両用 | 交流電動機 |
| 600 - 690 | 交直両用 | その他     |
| 700 - 790 | 交流     | 直流電動機 |
| 800 - 890 | 交流     | 交流電動機 |
| 900 - 990 | 交流     | その他     |

上記の付番法則によると、EH500-10はEH500形電気機関車の中で10番目に製造された車両であり、動軸数8軸で交流電動機を使用している交直両用電気機関車ということになる。

## ディーゼル機関車

### 国鉄時代の形式
| D | A | NN | XXXX |
| - | - | -- | ---- |
| D | D | 51 | 791  |

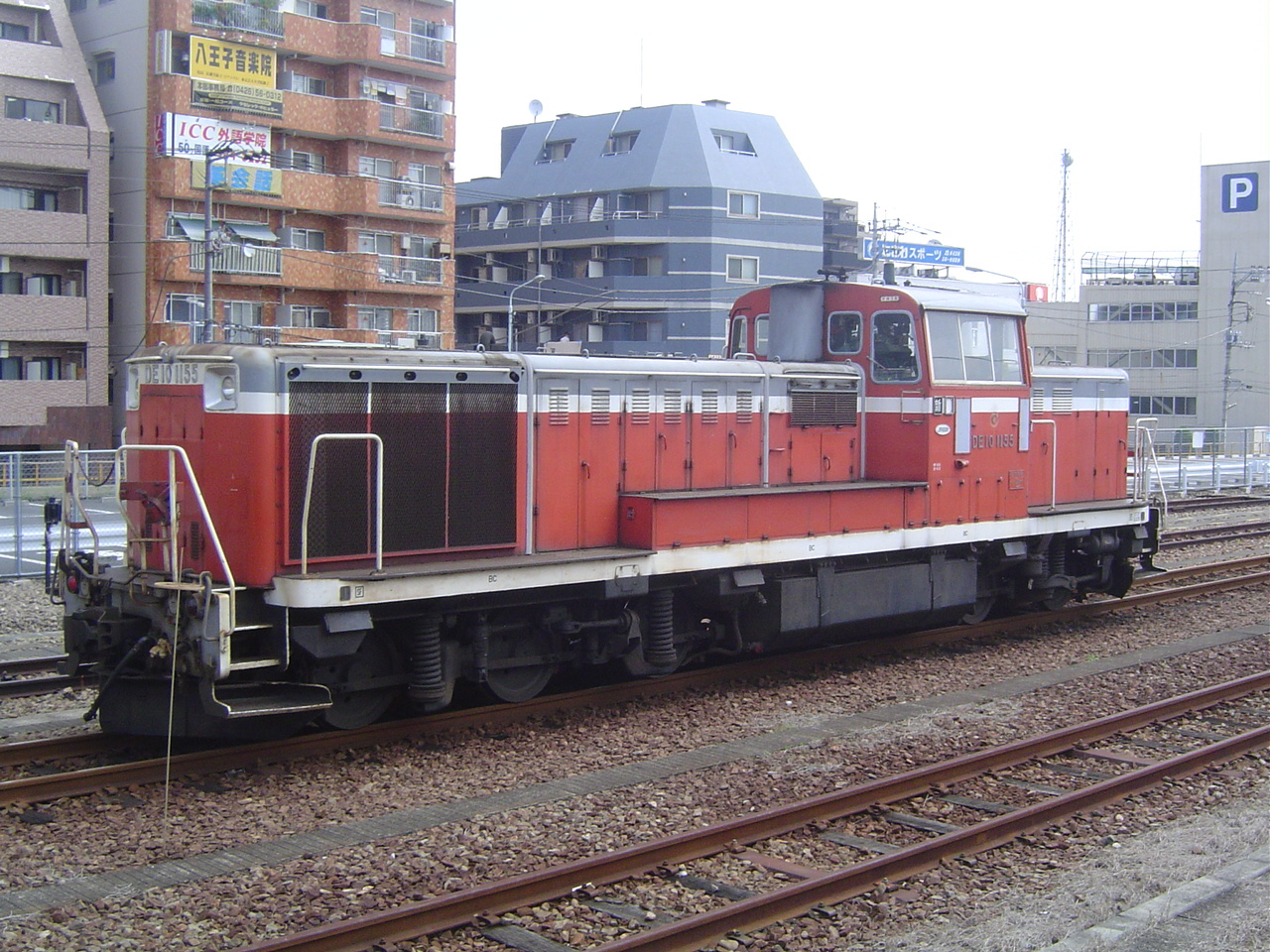
DE10形ディーゼル機関車

このうち、ディーゼル機関車を表す記号として、D（Dieselの頭文字）が与えられる。Aは動軸数を表す記号を、Nは機関車の種類を表す形式番号を、Xは同一形式内の製造番号を示す。
- 動軸数を表す記号
ただし、従輪や動力の無い中間台車などは含まない。

| 記号 | 動軸数 |
| ---- | ------ |
| B    | 2      |
| C    | 3      |
| D    | 4      |
| E    | 5      |
| F    | 6      |

ディーゼル機関車の種類を表す形式番号
| 形式番号 | 最高運転速度 |
| -------- | ------------ |
| 10 - 49  | 85km/h以下   |
| 50 - 89  | 85km/h超     |
| 90 - 99  | 試作車       |

- 同一形式内の製造番号
電気機関車と同じ。

上記の付番法則によると、DD51 791はDD51形ディーゼル機関車の500番台（重連総括制御仕様。501から付番）の291番目に製造された車両であり、動輪軸数4軸で最高速度が85km/hを超えるディーゼル機関車ということになる。

### JR発足後の新形式
国鉄分割民営化により発足したJR7社のうち、ディーゼル機関車を新造したのは日本貨物鉄道（JR貨物）と九州旅客鉄道（JR九州）のみで、その他のJR旅客鉄道5社ではディーゼル機関車の新造は行われていない。JR貨物では、3桁の数字を用いる新しい形式付与基準を制定しており、JR九州もそれを踏襲している。
| D | A | NNN | - | XXXX |
| - | - | --- | - | ---- |
| D | F | 200 | - | 12   |
| H | D | 300 | - | 901  |

このうち、動力を表す記号として、D（Dieselの頭文字）かH（Hybridの頭文字）が与えられる。Nは機関車の種類を表す形式番号を示す。
動軸数を表す記号Aと、同一形式内の製造番号を表す記号Xは、国鉄時代の形式と同一の規程であるため詳細は省略する。形式と製造順番号の間にはハイフン( - )を入れる。
- 動力を表す記号

| 記号 | 動力方式                                   |
| ---- | ------------------------------------------ |
| D    | ディーゼルエンジン                         |
| H    | ハイブリッド（ディーゼルエンジンと蓄電池） |

- 機関車の種類を表す形式番号
最高速度による区分を廃止し、代わりに動力伝達方式による区分を設け、電気式ディーゼル機関車の場合は電動機の種類によっても区分することとしている。また、ハイブリッド機関車の場合はハイブリッドの方式と電動機の種類によって区分している。

ディーゼル機関車
| 形式番号  | 動力伝達方式 | 使用電動機 |
| --------- | ------------ | ---------- |
| 100 - 190 | 電気式       | 直流電動機 |
| 200 - 290 | 電気式       | 交流電動機 |
| 300 - 390 | 電気式       | その他     |
| 500 - 790 | 液体式       | （なし）   |

ハイブリッド機関車
| 形式番号  | ハイブリッド方式 | 使用電動機 |
| --------- | ---------------- | ---------- |
| 100 - 190 | シリーズ方式     | 直流電動機 |
| 200 - 290 | シリーズ方式     | 誘導電動機 |
| 300 - 390 | シリーズ方式     | 同期電動機 |
| 400 - 490 | シリーズ方式     | その他     |
| 500 - 590 | パラレル方式     | 直流電動機 |
| 600 - 690 | パラレル方式     | 誘導電動機 |
| 700 - 790 | パラレル方式     | 同期電動機 |
| 800 - 890 | パラレル方式     | その他     |

上記の付番法則によると、DF200-12はDF200形ディーゼル機関車の12番目に製造された車両であり、動軸数6軸で交流電動機を使用している電気式ディーゼル機関車、またHD300-901はHD300形ハイブリッド機関車の900番台（試作車）の1番目に製造された車両であり、動軸数4軸でシリーズ方式として同期電動機を使用しているディーゼルエンジンと蓄電池を動力とする機関車ということになる。